# Egenkapitalafkast
Egenkapitalafkast (engelsk: return on equity; forkortelsen ROE anvendes også på dansk) eller egenkapitalforrentning er et mål, der 
bruges til at vurdere investorernes afkast af den investerede kapital i en virksomhed. Egenkapitalafkastet er en virksomheds ordinære overskud efter renter divideret med værdien af virksomhedens egenkapital.
ROE er relateret til de to andre finansielle nøgletal P/E og K/I gennem sammenhængen:
ROE = (K/I)  / (P/E)
ROE kan ligesom P/E udregnes både fra historisk indtjening i virksomheden, f.eks. gennemsnittet over ti år som ROE(10),
eller som et fremtidigt estimat, svarende til ROE(forward). Se P/E for en diskussion af historisk og fremtidig indtjening i aktieværdisætning.